# Morän (jordart)

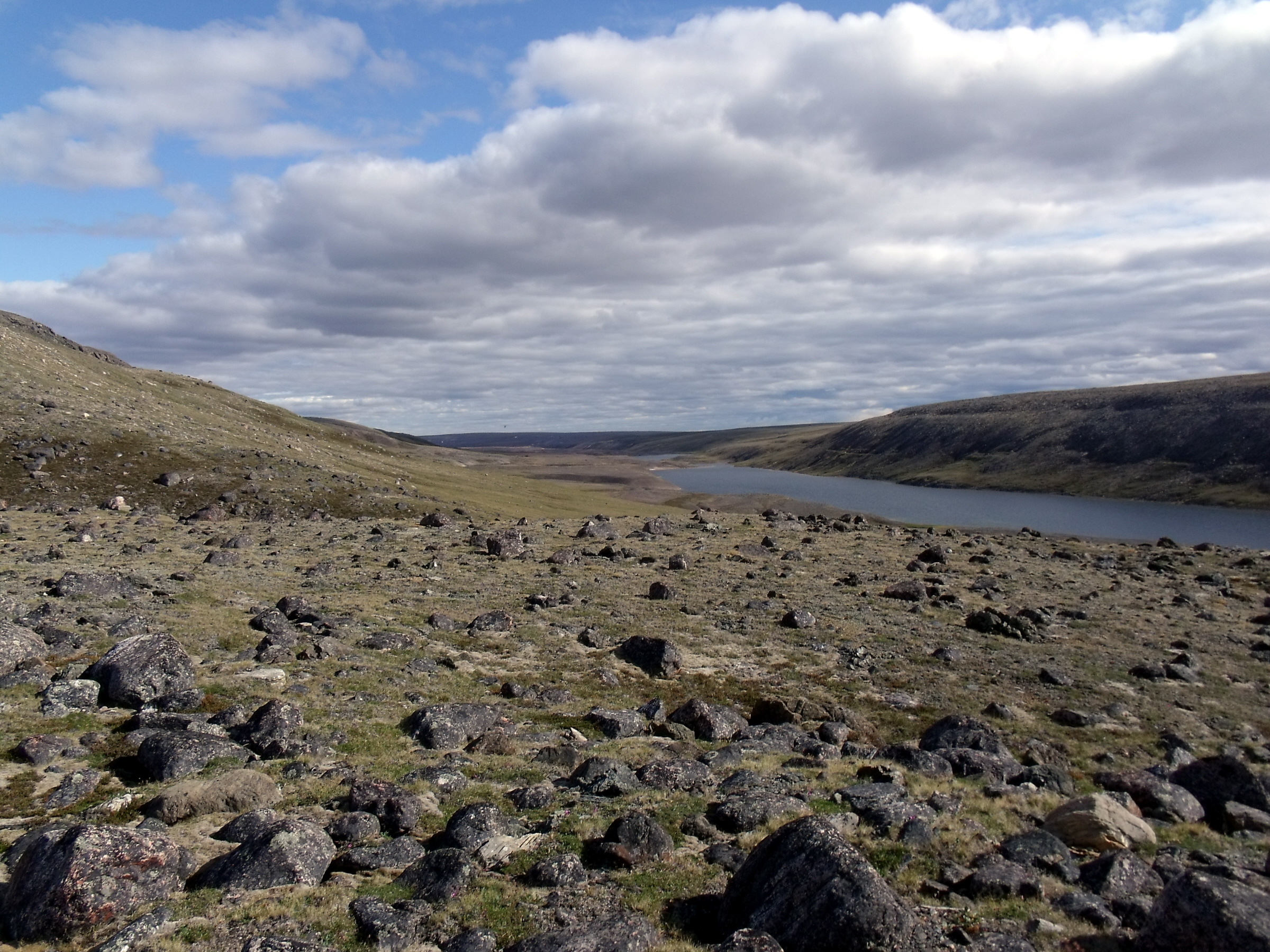
Mark med morän på Baffinön i Kanada.

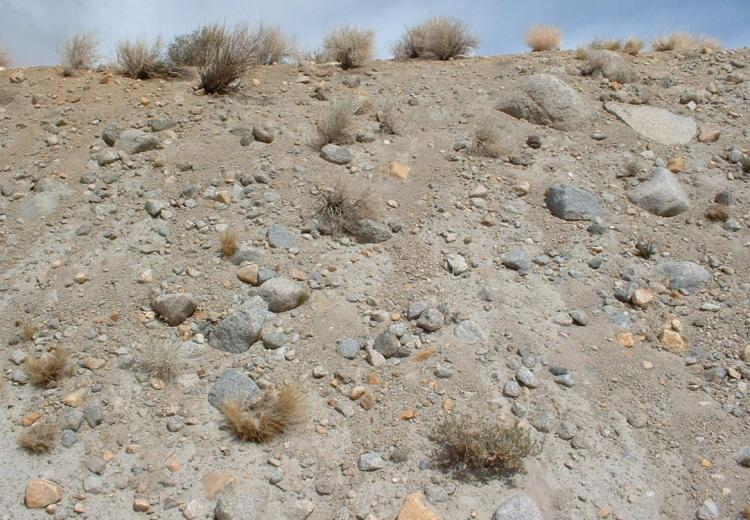
Morän med dess olika blockstorlekar. Foto från ett vägbygge.

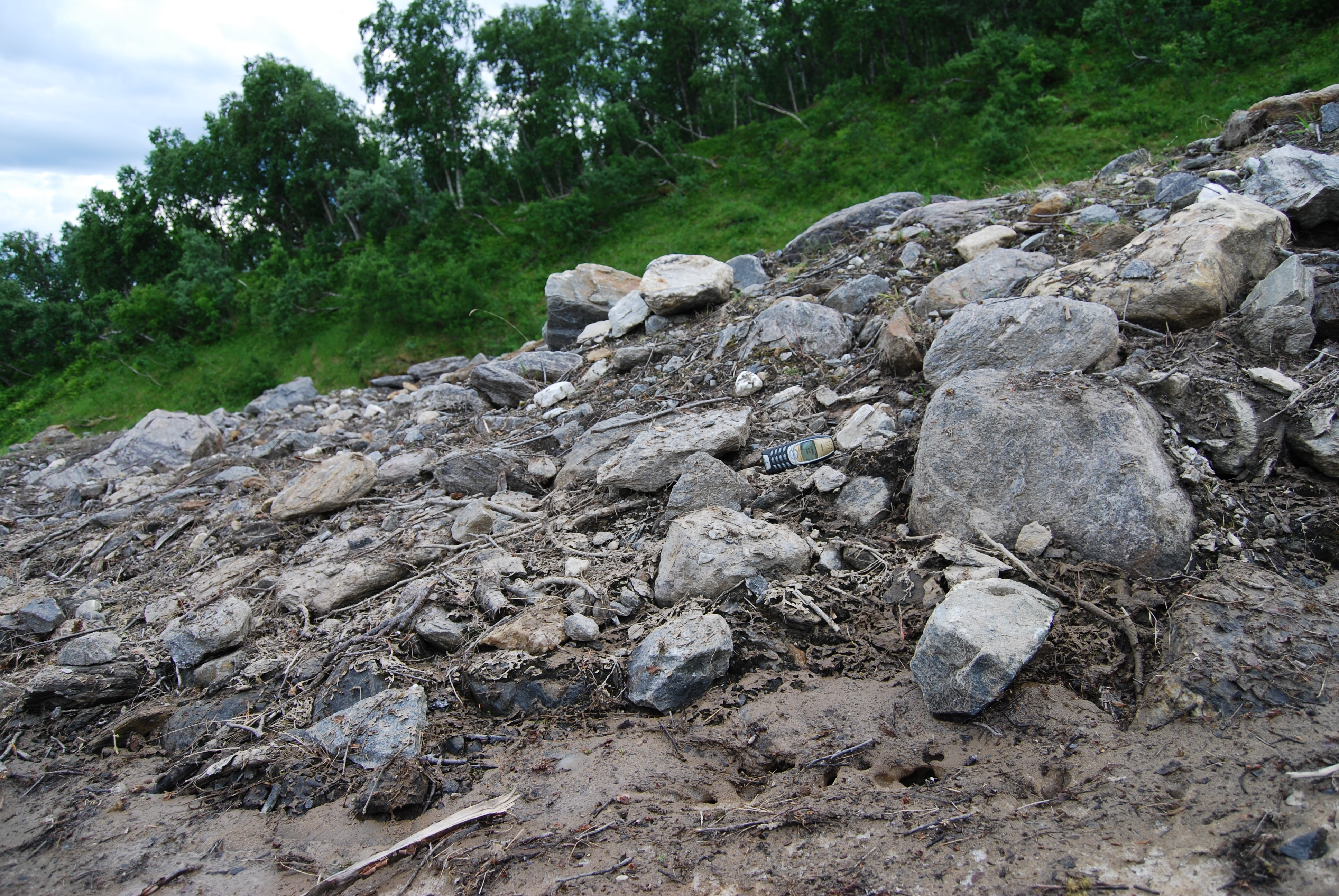
Morän efter jordskred i Målselvfjorden, Norge

Morän är en jordart bildad av en glaciär eller inlandsis, genom en osorterad avlagring av bergmaterial direkt från glaciäris. Landformen morän består av denna jordart.

## Beskrivning
Jordarten kännetecknas av en osorterad blandning av olika partikelstorlekar, från lerpartiklar (<0,002 mm) till block (>60 cm). Moränerna klassificeras efter sitt bildningssätt varför morän även kan vara relativt ensorterad; de brukar då kunna särskiljas från strömningsavlagrat material genom sin kantighet. Beroende på bildningssätt talas det om utsmältningsmorän, flytmorän eller bottenmorän. De mindre partiklarna som "bäddar in" de större partiklarna kallas för matris och de större partiklarna kallas för block.
Moräner indelas (beteckningssystem SGF 1981) efter sin sammansättning i:
- lermoräner, även betecknad moränlera. Bakgrunden till dess förekomst är att mjukare sedimentär berggrund förorsakar moränlera-bildning. Det finns moränleror i främst Skåne där större områden med sedimentärt berg finns. Det finns också smärre partier med moränlera i andra områden där sedimentärt berg förekommer, såsom till exempel på Öland, i Örebroområdet och i Jämtland. Lermoräner delas in i leriga moräner med 5-15% ler, samt moränleror med över 15 % ler.[2]
- siltmoräner
- sandmoräner
- grusmoräner
- sten- och blockmoräner
- blandkorniga moräner

Kornstorlekssammansättningen är till stor del beroende av de bergarter som inlandsisen/glaciären eroderat. Grova moräner finns framförallt i urbergsområden, medan finkorniga moräner återfinns i områden med skiffrar och kalksten. Lermorän återfinns i Sverige exempelvis i stort sett endast i Skåne samt i Norrtäljetrakten.
Svallad morän kallas morän som blivit ursköljd och därmed förlorat en del av det finare materialet, dock inte allt. Jordarten behåller ändå sin karaktär och anges på kartor som morän. Svallad morän förekommer i områden som tidigare översköljts av havet, det vill säga med lägre höjd över havet än högsta kustlinjen.

## Utbredning
Morän täcker större delen av Sveriges yta. Den är inom låglänta områden ofta överlagrade av sedimentjordarter eller torv.